# Zamarada similis
Zamarada similis là một loài bướm đêm trong họ Geometridae.